# 山梨県立富士湧水の里水族館
山梨県立富士湧水の里水族館（やまなしけんりつふじゆうすいのさとすいぞくかん）は、山梨県南都留郡忍野村にある、淡水魚専門の水族館。富士山の麓の標高934mに位置し、海に面しない内陸県である山梨県で唯一の水族館である。内水面漁業の振興が設立目的の1つとされているため、山梨県内で養殖されている魚類の展示が多い（マス類など）。
通称・愛称は「森の中の水族館。」。これは、指定管理者である株式会社桔梗屋による名乗りで、正式名称と違うと県庁から物言いがつくことも想定して、説明文であるようにも句点「。」を付している。

## 概要
2001年に県内初の水族館として開業。山梨県内で養殖されている淡水魚を中心に、河川や湖沼に生息する淡水魚や水生生物を飼育・展示している。また、周辺地域の生息分布調査やホトケドジョウ等の希少淡水生物の繁殖試験などの活動も行っている。
館内には、階段の周囲を取り囲んでいる二重回遊水槽があり、内側は小型魚（マスの稚魚など）、外側はニジマス、イトウといった大型魚が泳いでいる。「川の魚水槽」では、河口がない山梨県の地形に合わせて、河川の源流から中流までを再現している。2階には二重回遊水槽内の水中カメラを操作する端末や、山梨県の水産業に焦点を当てた「おいしい水族館」などがあり、寿司屋の店頭を模した展示「すし処湧水」もある。
外にはニジマスやチョウザメ等が泳ぐ池があり、その池と館内の境目がガラス張りになっているため、池の中を泳ぐ魚を館内からベンチに座って観察できる構造になっている。
指定管理者である桔梗屋は、1990年代から自社の工場見学を受け入れており、そのノウハウを水族館運営に生かしている。

## 沿革
- 2001年(平成13年)4月25日：開業（開館）。
- 2009年(平成21年)4月1日：指定管理者制度の下、株式会社桔梗屋による管理・運営が開始。
- 2012年(平成24年)7月20日：2010年に山梨県西湖で再発見されたクニマスの、人工授精により孵化した稚魚を期間限定で展示。
- 2014年(平成26年)
  - 4月1日：指定管理者制度の更新により、桔梗屋が管理・運営が継続。
  - 4月23日：クニマスの成魚を期間限定で展示。

## 施設一覧
- 1階

二重回遊水槽
水族館の中心に階を跨いで設置されている大型のドーナツ型水槽。水量約180ｔの水槽は、中心を仕切られた二重構造になっている。水槽の外側には大型のニジマスやイトウ、ベステルチョウザメが展示されており、内側には小型のニジマスやカワマス、ブラウントラウトなどが合計約3,000匹展示されている。
水槽の内側に入ることが出来、魚を下から見上げる水中トンネル部分や階段状になっている内側部分、仕切られている構造がよく分かる2階部分と、複数の視点から観察できる水槽となっている。
横見水槽
水族館外にある池を断面で見ることができる水槽。体長1m以上のチョウザメやソウギョなどが約20種300匹展示されている。水槽前にベンチが設置されており、森の中で水中に居るような不思議な感覚を楽しめる。また、初夏には約8,000匹のアユの群れを見ることができる。
深見の魚水槽
流水水槽
水草水槽
岸辺の魚水槽
企画水槽
- 2階

2階企画展示コーナー
シアターホール
おいしい水族館
マイクロアクアリウムコーナー　

## 水族館の特徴
館内の大型水槽は、飼育水に透明度の高い富士山の湧き水を使用しており、魚が空中に浮遊しているかのように見える。山梨県に生息している淡水生物を中心に展示されており、淡水魚以外にもマミズクラゲやカヤネズミといった生物も見られる。

## 利用状況

### 開館時間
9:00～18:00

### 休館日
- 毎週火曜日（但し、ゴールデンウィークと夏休み期間中は営業）
- 国民の祝日の翌日（翌日も祝日の場合は営業、休日明けの日に休館）
- 12月28日～1月1日

### 入館料金
- 一般（大学生・高校生含む）:420円
  - 20人以上の団体は1人当たり330円／年間入館券は1240円
- 小学生・中学生:200円
  - 20人以上の団体は1人当たり170円／年間入館券は620円
- 就学前の幼児：無料
- 11月20日「県民の日」：県民の日条例第5条に基づき、11月20日の「県民の日」には、県有施設の入館無料。

## 交通アクセス
- 東富士五湖道路山中湖インターチェンジより車で5分。
- 中央自動車道河口湖インターチェンジより車で20分。
- 富士山麓電気鉄道富士急行線富士山駅より富士急バスお宮橋経由内野行きに乗車し、さかな公園バス停で下車、徒歩5分。